# Delito flagrante
In flagranti [crimĭne] (del latín, 'en flagrante delito') o, también, castellanizado como in fragranti (en flagrancia), o infraganti es un término jurídico utilizado para indicar que se fue sorprendido en el acto de cometer un delito (compárese con corpus delicti). Las expresiones «atrapado con las manos en la masa» y «atrapado en el acto» son sinónimos más coloquiales.
Aparte del significado legal, el término latino se utiliza a menudo coloquialmente como eufemismo para referirse a alguien que es sorprendido en plena actividad sexual.

## Etimología
La frase combina el participio activo presente flagrāns (flamear o arder) con el sustantivo crimĭne (ofensa, fechoría o crimen). En este término la preposición latina in, que no indica movimiento, toma el ablativo. La traducción literal más aproximada sería «un delito flagrante», donde «flagrante» una metáfora de acción vigorosa y muy visible.